# Khúc côn cầu

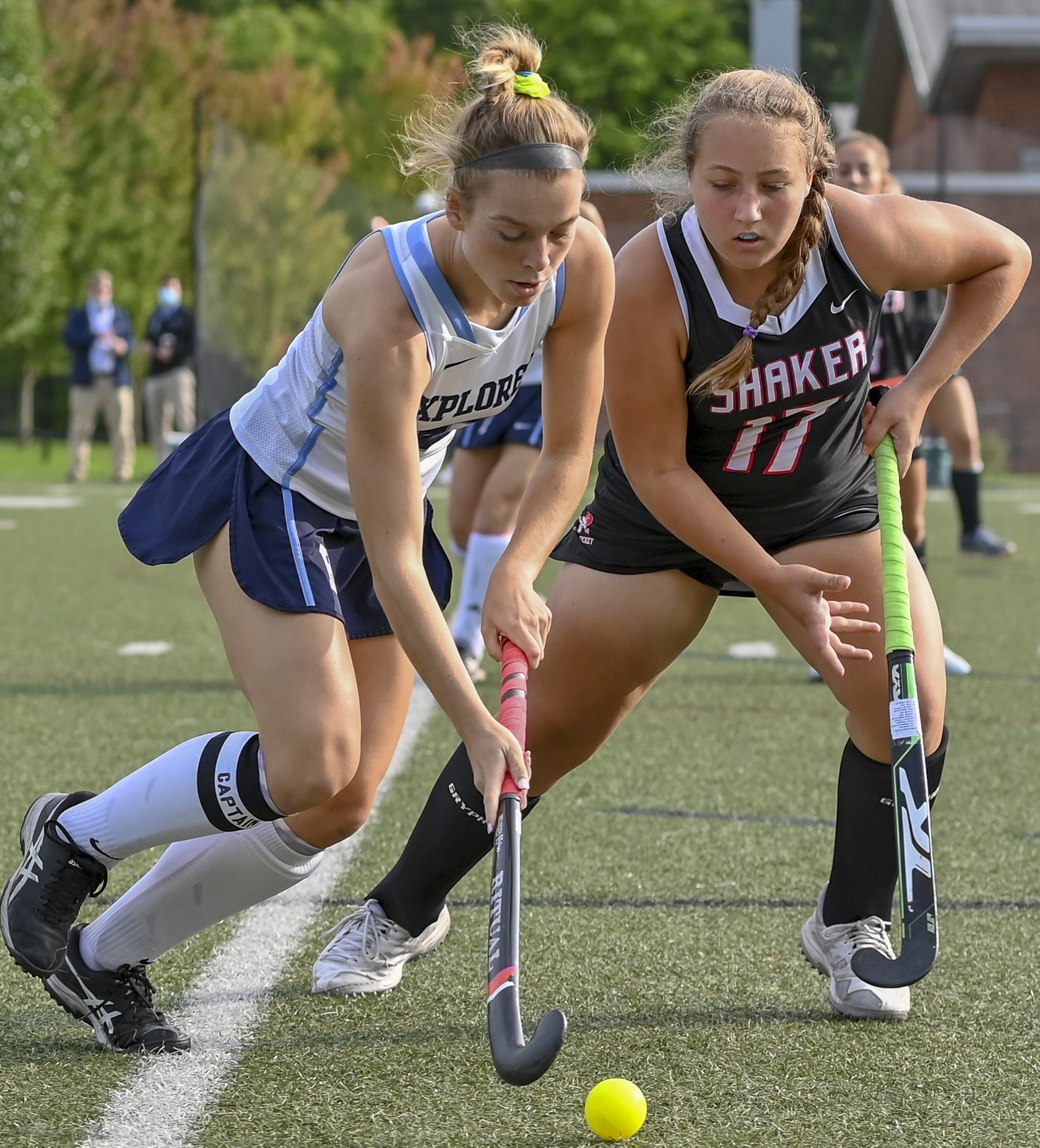
Một trận khúc côn cầu ở Mỹ

Khúc côn cầu hay hockey là một thể loại các môn thể thao, trong đó hai đội thi đấu với nhau bằng cách cố gắng điều khiển một quả cầu (tùy nội dung sẽ là một quả bóng hoặc một đĩa tròn và cứng) vào trong lưới hay khung thành của đội kia, bằng gậy chơi khúc côn cầu. Môn khúc côn cầu phổ biến nhất tại một khu vực cụ thể nào đó thường được gọi đơn giản là khúc côn cầu, các dạng khúc côn cầu khác được gọi đầy đủ và rõ ràng hơn (ví dụ nếu tại khu vực nào đó mà bộ môn khúc côn cầu trên sân băng là phổ biến thì người ta đôi khi chỉ gọi nó là khúc côn cầu hay băng cầu, trong khi môn khúc côn cầu trên cỏ sẽ được gọi đầy đủ để phân biệt).

## Lịch sử

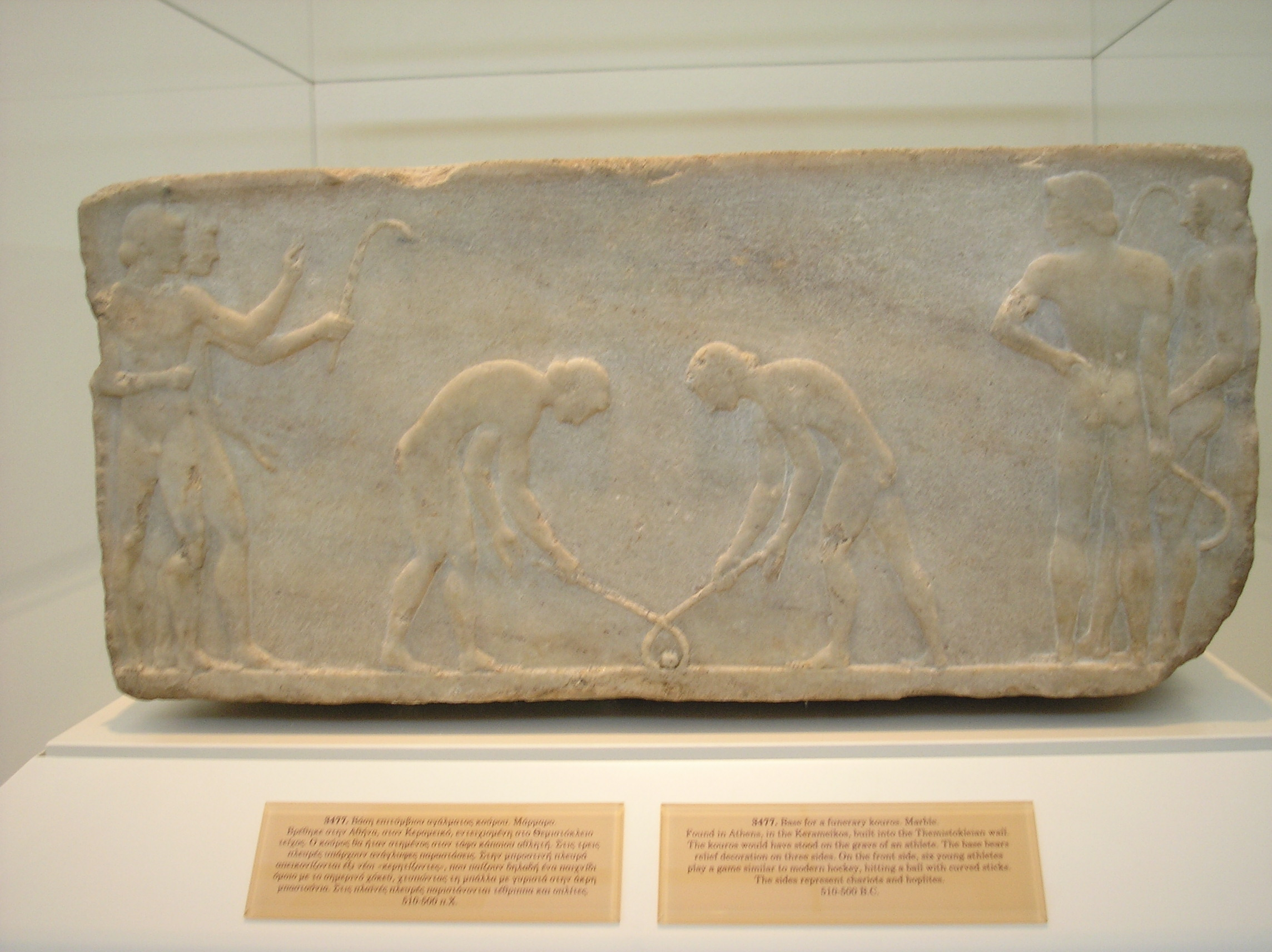
Bas relief khoảng năm 600 TCN, tại Bảo tàng Khảo cổ học Quốc gia Athens

Những trò chơi với những cây gậy có đầu cong và bóng có thể tìm thấy ở nhiều nền văn hóa. Trò hurling có niên đại từ năm 1272 TCN ở Ireland, trong khi một bức điêu khắc từ năm 600 TCN ở Hy Lạp cổ đại, nơi trò chơi được gọi là kerētízein hay kerhtízein (κερητίζειν) vì môn này sử dụng sừng hay gậy giống hình sừng để chơi (kéras, κέρας). Ở vùng Nội Mông, dân tộc Daur đã chơi trò beikou, một môn gần tương tự với khúc côn cầu trên cỏ trong khoảng hơn 1.000 năm.
Chứng cứ về các trò chơi giống khúc côn cầu thời Trung cổ được tìm thấy trong văn bản luật liên quan tới thể thao và trò chơi. Luật Galway được thông qua ở Ireland năm 1527 cấm tất cả các loại hình trò chơi với bóng, trong đó có cả các môn sử dụng gậy "có hình móc câu".
Cho tới thế kỷ 19, các loại hình và sự phân chia của các trò chơi khác nhau bắt đầu phân tách và hòa nhập thành các môn thể thao như ngày nay. Các tổ chức ra đời với mục đích luật hóa các quy định và quy tắc, trong khi các hiệp hội quốc tế và quốc gia được lập ra đê tổ chức các cuộc thi đấu. Khúc côn cầu trên băng cũng ra đời trong thời gian này với tư cách một môn bắt nguồn từ khúc côn cầu trên cỏ để thích nghi với thời tiết băng giá ở Canada và bắc Hoa Kỳ.

## Các môn khúc côn cầu

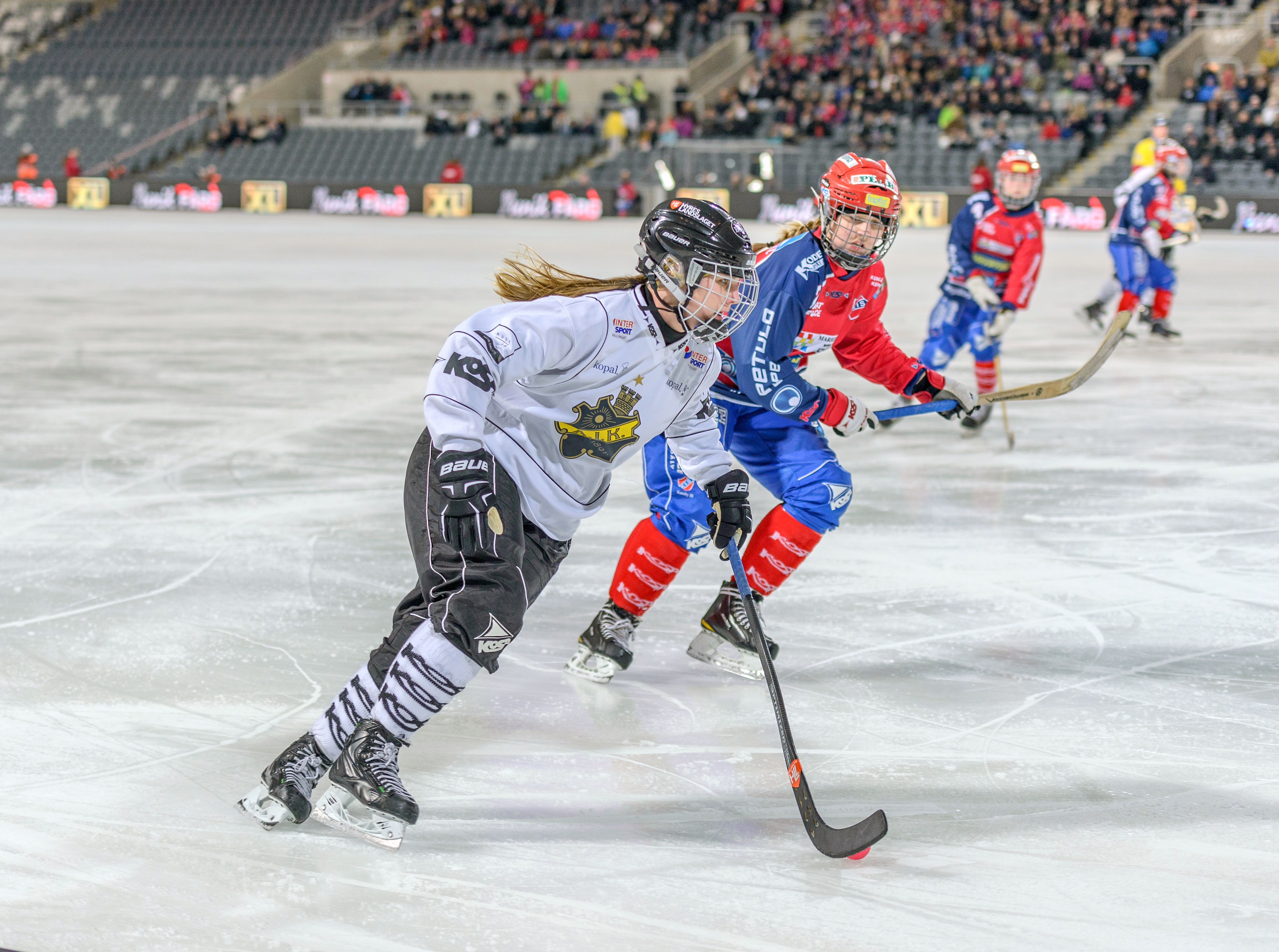
Thi đấu bandy ở Thụy Điển

### Bandy
Người ta chơi bandy với một trái bóng trên một sân băng, thường là ngoài trời có kích thước một sân bóng đá (sân bandy), với nhiều luật lệ giống với bóng đá. Bandy là môn thể thao chuyên nghiệp ở Nga và Thụy Điển và được xem là môn thể thao quốc gia ở Nga. Môn thể thao này được công nhận bởi IOC; cơ quan điều hành quốc tế là Liên đoàn Bandy Quốc tế (FIB).
Bandy bắt nguồn ở Anh từ thế kỷ 19, ban đầu được gọi là "khúc côn cầu trên mặt băng" (hockey on the ice), và được phổ biến tới các nước châu Âu khoảng năm 1900; một môn thể thao gần tương tự của Nga cũng được xem là tiền thân của bandy. Bandy còn được gọi là "khúc côn cầu Nga". Giải vô địch thế giới có tên Bandy World Championship diễn ra từ năm 1957 trong khi Women's Bandy World Championship diễn ra từ năm 2004. Ngoài gia còn có các giải vô địch quốc gia cho các câu lạc bộ, các câu lạc bộ hàng đầu thi đấu tại giải Bandy World Cup diễn ra hàng năm.

### Khúc côn cầu trên cỏ

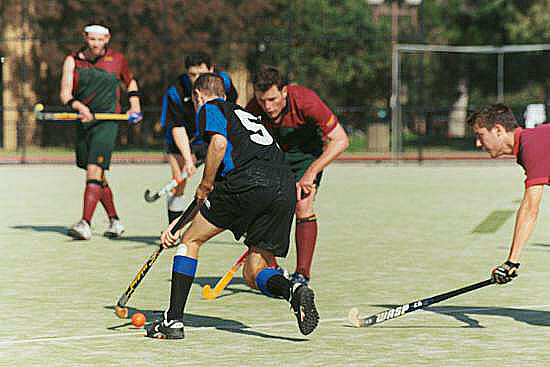
Khúc côn cầu trên cỏ ở trường Đại học Melbourne

Các trận đấu khúc côn cầu trên cỏ diễn ra trên mặt sân rải sỏi, mặt cỏ tự nhiên, hoặc mặt cỏ nhân tạo rải cát hoặc nước, quả cầu là quả bóng nhỏ, cứng đường kính 73 mm. Đây là môn thể thao phổ biến ở cả hai giới nam và nữ tại nhiều khu vực như châu Âu, châu Á, Úc, New Zealand, Nam Phi và Argentina. Thông thường các trận đấu diễn ra giữa các đội cùng giới, nhưng đôi khi cả nam và nữ cũng có thể thi đấu trong cùng một đội.
Cơ quan điều hành là Liên đoàn Khúc côn cầu Quóc tế (FIH). Khúc côn cầu nam xuất hiện tại tất cả các kỳ Thế vận hội Mùa hè từ năm 1908 trừ các năm 1912 và 1924, còn khúc côn cầu nữ có mặt từ năm 1980.
Gậy khúc côn cầu trên cỏ được làm bằng vật liệu tổng hợp từ gỗ, sợi thủy tinh hoặc sợi cacbon. Gậy có hình chữ J với đuôi hình móc câu; phần phía trước của phần hình móc câu dùng để điều khiển bóng có dạng dẹt còn mặt sau có dạng lồi. Tất cả gậy được dành cho người thuận tay phải – gậy trái tay không được phép mang ra khi thi đấu.

### Khúc côn cầu trên băng

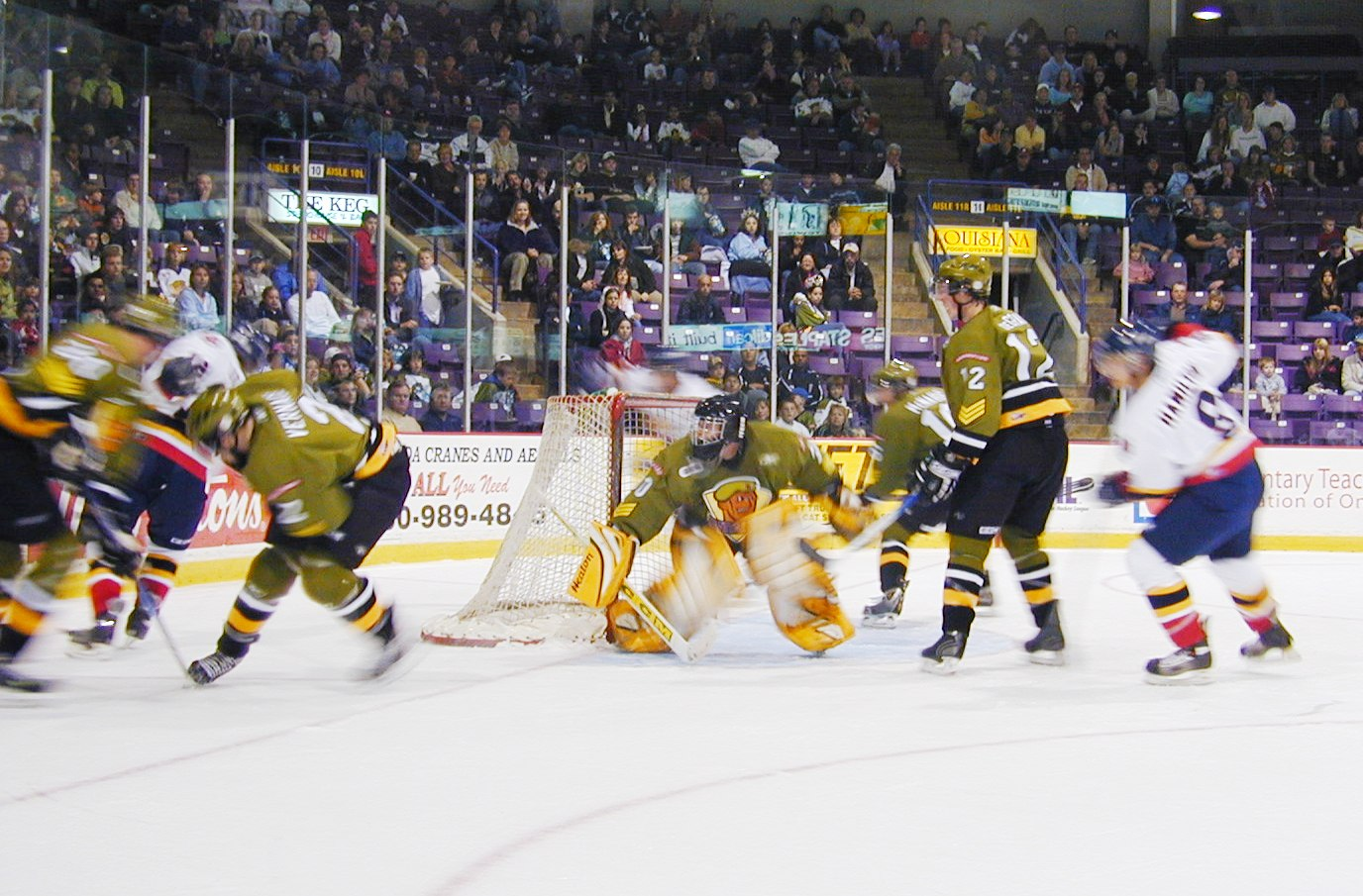
Đội Barrie Colts áp đảo và ghi bàn vào lưới đội Brampton Battalion trong một trận khúc côn cầu trên băng

Khúc côn cầu trên băng hay băng cầu là cuộc thi đấu giữa hai bên gồm các vận động viên sử dụng giày trượt băng, diễn ra trên một sân băng phẳng, quả cầu là một đĩa hình tròn làm từ cao su lưu hóa có đường kính ba inch (76,2 mm) có tên gọi là puck. Trái puck thường được để trong nhiệt độ băng giá trước các trận đấu ở trình độ cao để giảm độ nảy và giảm ma sát trên băng. Môn thể thao phổ biến ở Bắc Mỹ và châu Âu. Đây là môn phổ biến nhất ở Canada, Phần Lan, Latvia, Cộng hòa Séc, và Slovakia.  còn là môn thể thao quốc gia của Latvia môn thể thao mùa đông quốc gia của Canada. Khúc côn cầu trên băng được thi đấu ở nhiều cấp độ, ở mọi lứa tuổi.
Cơ quan điều hành thi đấu quốc tế là Liên đoàn Khúc côn cầu trên băng Quốc tế (IIHF). Khúc côn cầu trên băng được tổ chức tại Thế vận hội Mùa đông từ năm 1924, cũng như góp mặt trong Thế vận hội Mùa hè 1920. Khúc côn cầu trên băng nữ được thêm vào Thế vận hội Mùa đông 1998. National Hockey League (NHL) được coi là giải đấu liên đoàn chuyên nghiệp lớn nhất trên thế giới. Luật lệ tại giải NHL có chút khác biệt so với luật tại Thế vận hội. Luật khúc côn cầu trên băng quốc tế được ban hành dựa trên luật lệ của Canada đầu thập niên 1900.
Gậy khúc côn cầu trên băng có hình chữ L, làm từ gỗ, graphit hay composite với lưới gậy có thể nằm sát vào mặt băng khi người chơi giữ gậy thẳng đứng và theo luật có thể uốn cong theo cả hai chiều trái và phải.

### In-line hockey

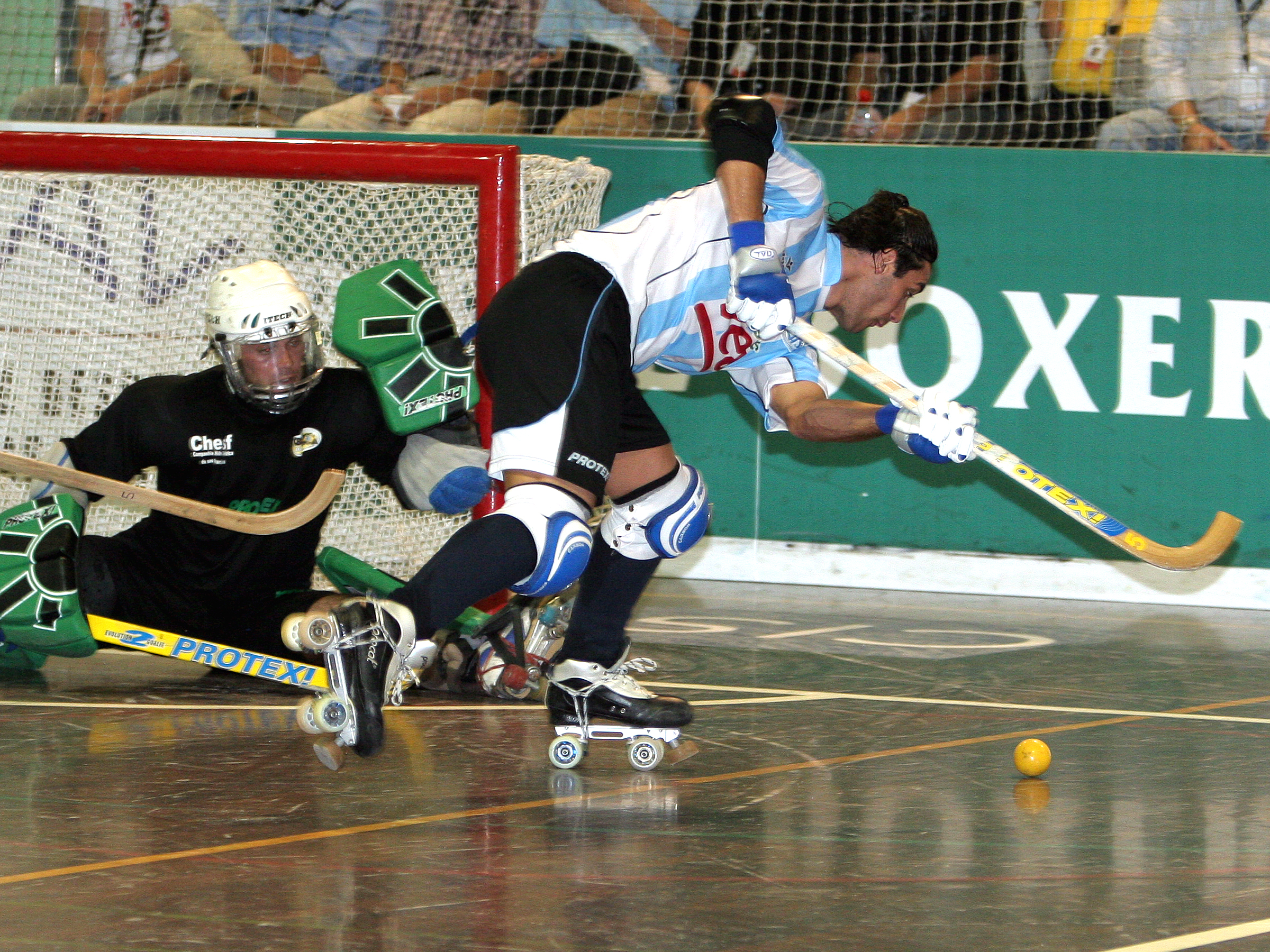
Một trận in-line tại Giải vô địch thế giới 2007

Khúc côn cầu inline là một biến thể roller hockey tương tự với cách chơi của khúc côn cầu trên băng vì khúc côn cầu inline bắt nguồn từ môn này. Trò chơi gồm hai bên thi đấu với nhau, mỗi bên gồm một thủ môn và bốn cầu thủ sử dụng giầy trượt patin, trên một sân thi đấu khô ráo được phân chia làm hai nửa bởi một đường trung tâm, cũng hai cầu môn có lưới ở hai đầu của sân. Trận đấu diễn ra trong ba hiệp, mỗi hiệp 15 phút với các đường trên sân được vẽ theo luật việt vị của khúc côn cầu. Các lỗi icing cũng được tính, nhung thường được coi là lỗi đưa cầu đi xa trái phép khỏi khu vục phòng ngự. Cơ quan điều hành là IIHF, nhưng một số giải và tổ chức có luật khác với luật của IIHF như USA Inline hay Canada Inline.

### Khúc côn cầu quad
Khúc côn cầu quad, khúc côn cầu bóng kiểu quốc tế, hay Hoquei em Patins, là tên chung để chỉ môn thể thao trên patin tồn tại từ khá lâu trước khi giầy trượt inline được phát minh. Môn thể thao này từng là môn biểu diễn ở Thế vận hội Mùa hè 1992.

### Các loại khúc côn cầu khác
- Khúc côn cầu bằng bàn
- Khúc côn cầu bãi biển
- Khúc côn cầu Unicycle
- Khúc côn cầu Mini
- Khúc côn cầu dưới nước
- Khúc côn cầu đồ chơi

### Khúc côn cầu trên cỏ
- Khúc côn cầu trên cỏ Việt Nam Lưu trữ ngày 9 tháng 10 năm 2016 tại Wayback Machine
- Liên đoàn Khúc côn cầu trên cỏ thế giới[liên kết hỏng]

### Khúc côn cầu trên băng
- Liên đoàn Khúc côn cầu trên băng thế giới
- National Hockey League
- Hockey Canada
- Trang web của Montreal Gazette

### Roller hockey (Inline)
- PIHA - Professional Inline Hockey Association
- Inline Hockey World Lưu trữ ngày 27 tháng 3 năm 2016 tại Wayback Machine

### Khác
- The International Street and Ball Hockey Federation (ISBHF)